# Moi, vous me connaissez ?
Moi, vous me connaissez ? est un roman publié en janvier 1971 par Frédéric Dard, sous le nom de plume de San-Antonio. C'est le 76e volume de la série  policière San-Antonio
Chez l’éditeur Fleuve Noir, il porte d’abord le numéro 893 de la collection « Spécial Police », puis en 1978 le numéro 94 de la collection « San-Antonio ».
Le roman présente Antoine, le futur fils adoptif de San-Antonio.

## Personnages principaux
- Personnages récurrents
  - San-Antonio : héros et narrateur du roman, commissaire de police.
  - Berthe Bérurier qui exceptionnellement enquête avec le commissaire.
  - Alexandre-Benoît Bérurier et César Pinaud, adjoints les plus proches de San-Antonio, trop alcoolisés pour enquêter avec le commissaire, ne font qu'une brève apparition.

- Personnages liés à ce roman
  - Mathias : auxiliaire scientifique de San-Antonio qui expertise le crime de Vladimir Kelloustik.
  - Rebecca-Marcelle : habitante du logement où est tué Vladimir Kelloustik et qui s’avère une manipulatrice hors pair.
  - M. Vladimir Kelloustik : né à Lodz en Pologne âgé d'une trentaine d'années, peintre et petit truand compromis dans une histoire de faux papiers et sa femme Thérèse Kelloustik née Ramulaux sont tués tous les deux.
  - Antoine : fils des Kelloustik, âgé de sept mois devenant orphelin est recueilli par San-Antonio qui le remet à sa mère Félicie
  - Naidisse Jean : beau-frère de Rebecca-Marcelle et bijoutier de la Commune de Saint-Franc-la-Père.
  - Naidisse Charles : fils du bijoutier, gangster  et meurtrier de Vladimir Kelloustik.
  - Paul Manigance : ex-inspecteur de la police qui tente de tirer profit du meurtre de Kelloustik.
  - Just Huncoudanlproz : patron de l'organisation Néo-Promo qui cache à Nogent-sur-Marne les bannis illustres ou les personnages recherchés de par le monde.

## Résumé
L'action se déroule en une seule nuit.
La jolie Rebecca-Marcelle fait venir le commissaire chez elle pour lui montrer le cadavre qui se trouve depuis plusieurs jours sur le toit-terrasse de son appartement.
San-Antonio appelle ses deux collaborateurs à la rescousse, mais l'un comme l'autre sont allés courir la gueuse et faire la java. Quand ces deux assistants décident finalement de le rejoindre, on assiste à l'arrivée de mesdames Bérurier et Pinaud au milieu d'un début d'orgie que Berthe termine en bagarre générale.
Les deux coéquipiers étant hors service, ce sont leurs femmes qui vont assister San-Antonio dans l'enquête. Mais Mme Pinaud se fait kidnapper, et San-Antonio doit continuer avec Berthe seule la traque du fils du bijoutier et neveu de Rebecca, mêlé au meurtre, qui fait partie de l'organisation Néo-Promo. Durant toute une nuit, dans Paris et ses divers bars, l’enquête avance péniblement jusqu’à l'appartement du mort où le commissaire trouve le fils de Kelloustik, devenu orphelin, qu'il se décide à adopter.

## Lieux de l'aventure
- Appartement de Rebecca et début de l'aventure : Paris, dans l'île Saint-Louis, 812 quai d'Orléans : « (Vous pensez bien qu'il n' y a pas de 812 quai d'Orléans. Mais si je foutais le vrai numéro une chiée de pégreleux me voleraient dans les plumes par huissiers interposés pour me réclamer des dommages et intérêts. Les hommes sont tous tellement merdeux qu'ils se croient toujours concernés par les trucs équivoques. Sils s'acharnent à défendre leur honneur, c'est qu'ils n'en ont pas en rabe[1]. »

- Commune de Saint-Franc-la-Père : « Saint-Franc-la-Père est une charmante localité vieillotte alanguie autour de son église romane de toute beauté. Sur les guides elle est signalée par une tête de mort, l'église, c'est vous dire! (Je vous rappelle qu'une tête de mort, sur un guide, ça veut dire : « Mérite un accident de voiture. »[2] » Commune ou réside la famille Naidisse et où est perpétré le kidnapping de Mme Pinaud.

- Appartement des Kelloustik à Paris où est retrouvé le petit Antoine.

- Paris dans divers cafés de nuit.

- Nogent-sur-Marne, à la planque de l'organisation Néo-Promo qui renferme des dignitaires de grande  renommée.

## Couverture
- 1re édition de mai 1971 : illustration de Carlo Bren.
- 2e édition de 1978 : illustration Photo.
- 3e édition de 1983 : illustration Photo Vloo – Jean-Pierre Tesson.
- 4e édition de juin 1995 : illustration de Marc Demoulin.
- 5e édition de juillet 2006 : illustration de François Boucq.
- 6e édition de mars 2016 : illustration

## Titres des chapitres
- Première partie : « ET FINI... ÇA COMMENCE ! »
  - Chapitre premier : « PIF ! »
  - Chapitre II : « PAF ! »
  - Chapitre III : « POUF ! »
  - Chapitre IV : « BING ? »

- Deuxième partie
  - Chapitre I : BANG !
  - Chapitre II : PLAOFF !
  - Chapitre III : FLOC !
  - Chapitre IV : V'LAN !
  - Chapitre V : RRRRRAN !
  - Chapitre VI : TZIM !
  - Chapitre VII : CRAC !
  - Chapitre VIII : TOC !
  - Chapitre IX : PATRATAC !
  - Chapitre X : TIAOUFE !
  - Conclusion

## Première apparition d'Antoine
Première apparition d'Antoine, fils adoptif de San-Antonio:
« Chez Kelloustik, je découvre : un canapé-lit,, une table-machine à coudre... et un bébé endormi dans un berceau qui aboie peut-être lorsqu'il est réveillé... Un chouette blondinet, rose et dodu, avec des fossettes partout. Il dort à poings crispés, son souffle est calme et la lumière tombant de l'entrée fait scintiller ses mèches d'or. »

## Quelques citations et figures de style
- L’accumulation : « - Des peaux de zob comme cézigue, j’en ai encore jamais rencontré. J’en ai pourtant fréquenté, des ordures le long de ma vie. Des grandes, des petites, des bossues, des en noir, et des z’en couleur ! Si je devrais dresser la liste des salopes, des charognards, des fumarots, des salingues, des pourris des carnes, des lopes, des vaches, des enfoirés, des puants, des pots-à-merde, des va-de-la-gueule, des endoffés, des gueules-de-raie, des têtes-à-claque, des fesses-de-rat, des sombres cons, des brasse-gadoue, des jésuitards, des punaises, des crabes, des zimondes, des tronches de gaye, des têtes de nœuds et des salauds que j’ai eu l’occasion de leur causer, si je voudrais dresser une telle liste, ca représenterait le Bottin !... »[4].

- La comparaison : « Sa stupeur va croissant, comme disent les pâtissiers turcs[5]. »

- L’onomatopée : « Il embraye sec, met la sauce et percute en force la porte qui commençait de s’ouvrir. « Arrrrhhan ! » ça produit, comme bruit[6]. »

- L'expression métaphorique :

« La v’la qui se radine, craintive, le front bas, les yeux en plein strip-tease. (San-Antonio entend par là que les yeux de Rebecca se dérobent). »
« Elle a déchiqueté son monte-charge (le soutien-gorge). »

« Tel qu'il est parti, il va tousser ses poumons, sa rate son gésier et trois mètres cinquante de durite (l'intestin). »

« Je viens de palper la poitrine du gorille et de constater son changement de résidence définitif (le décès). »

- Le cliché : « Je constate alors qu’il tient un couteau à la lame effilée appuyé contre le cou… (Dans tous les romans policiers, les couteaux ont la lame effilée, j’y peux rien. Si je passais outre, je me ferais virer du syndicat)[11]. »

- L’antimétabole : « À l'intérieur on découvre un rade en zinc (et non un zinc en rade),… »[12]

- Les néologismes :
  - un agenceur : celui qui agence « J'en suis a cette période si essentielle pour un agenceur, où je vois les choses[13]. »
  - algarader : se battre «Toujours pareil, quand on algarade en ville! Les badauds pullulent comme des cellules en tumeur.»
  - le bourdiche : bourdon «Moi, ça me ficherait le bourdiche de mater ces illustres messieurs blêmes et pétrifiés.»
  - éburner : ablation des testicules «Ces mecs, on devrait les éburner comme des olives à farcir.»

- Les calembours :

« L'expression est savoureuse. Aussi la savouré-je, comme île ce doigt. »

« Il reprend nettement du poil de l'ablette, le ci-devant poulet. »

« Faudrait des sévices longs et tortueux. L'Aubagne à père pète huis thé! »